# Wembley Park (metrostation)
Wembley Park is een station van de metro van Londen aan de Jubilee Line. Het metrostation, dat in 1893 is geopend, ligt in de wijk Wembley.

## Geschiedenis

### Metropolitan Railway
In 1879 werd begonnen met de bouw van de verlenging van de noordwesttak van de Metropolitan Railway (MR) van Willesden Green naar Harrow met een station, Kingsbury & Neasden, onderweg. Op 2 augustus 1880 werd de lijn naar Middlesex, door het dunbevolkte gebied rond het gehucht Wembley, geopend. In de BBC-documentaire Metro-land uit 1973 merkte de maker, Sir John Betjeman, op: "Voorbij Neasden was er een onbelangrijk gehucht waar de Metropolitan jarenlang niet de moeite nam om te stoppen, Wembley tussen slikken en grasland".
De toenmalige topman van de MR, Edward Watkin, was ook een ambitieuze zakenman die nieuwe manieren zocht om betalende passagiers uit Londen naar zijn spoorweg te lokken. Hij beschouwde het dorre land van Wembley als een zakelijke kans om een pretpark te bouwen en kocht in 1881 grote stukken land bij Wembley langs de metrolijn. Het pretpark zou worden voorzien van roeivijvers, een waterval, siertuinen en cricket- en voetbalvelden. Het middelpunt van dit park zou een metalen toren zijn, de Watkin's Tower, geïnspireerd op de Eiffeltoren. De toren zou 366 m hoog worden en een panoramisch uitzicht bieden op het omliggende platteland, op slechts 12 minuten van Baker Street.
Het station Wembley Park is speciaal gebouwd voor de bezoekers aan het pretpark en sportvelden. Het station werd aanvankelijk alleen gebruikt tijdens voetbalwedstrijden op zaterdag, voor het eerst op 14 oktober 1893. Vanaf 12 mei 1894 was het station doorlopend geopend.
Vooruitlopend op een grote aanloop voor het pretpark liet Watkin extra sporen met perrons in het station leggen om een grote hoeveelheid reizigers te kunnen verwerken. Hoewel het pretpark een succes was kwam de Watkin's Tower door bouwtechnische en financiële tegenslagen nooit verder dan het onderste deel dat dan ook in 1904 werd gesloopt.
De Great Central Railway (GCR) tussen Nottingham en Londen Marylebone werd tussen 1893 en 1899 gebouwd. Het dubbelspoor van de GCR kwam parallel langs de zuidrand van de Metropolitan Railway en dus ook onder het stationsgebouw bij Wembley Park, perrons werden echter nooit langs de GCR gebouwd. In 1905 werd de Metropolitan Railway geëlektrificeerd en stroomden de eerste elektrische metrostellen in. Sinds 1880 was de lijn verder naar het westen verlengd en vertakt en om de reistijden tussen de binnenstad en de verafgelegen stations aanvaardbaar te houden besloot MR rond 1910 tot het instellen van een sneldienst. Daartoe werd het bovengrondse deel ten oosten van Harrow, waaronder Wembley Park, tussen 1913 en 1915 viersporig gemaakt.
In 1915 begon de MR om haar grondposities in Buckinghamshire, Hertfordshire en Middlesex die niet nodig waren voor het vervoersbedrijf te verkopen voor de bouw van voorsteden. De Metropolitan Railway Country Estates Limited bracht vanaf 1919 gebieden zoals Wembley Park op de markt onder het merk " Metro-land", en prees de moderne huizen in een prachtig landschap aan met de snelle metroverbinding naar het centrum van Londen. De MR verkocht het pretpark met sportvelden in Wembley toen de locatie werd gekozen voor de British Empire Exhibition in 1924. Het grote British Empire Exhibition Stadium dat voor dit evenement in 1923 werd gebouwd, werd later bekend als Wembley Stadion, de thuisbasis van het Engelse voetbalelftal. Het stationsgebouw uit 1893 werd ter gelegenheid van de tentoonstelling in 1923 vervangen door een nieuw gebouw.

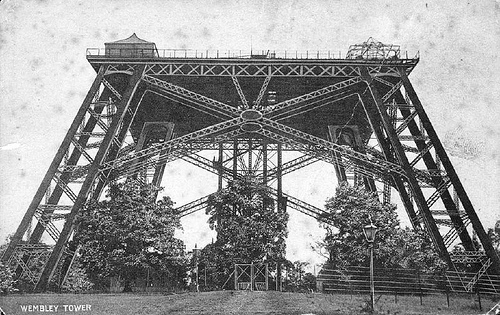
Het onderste en enige deel van de Watkin tower
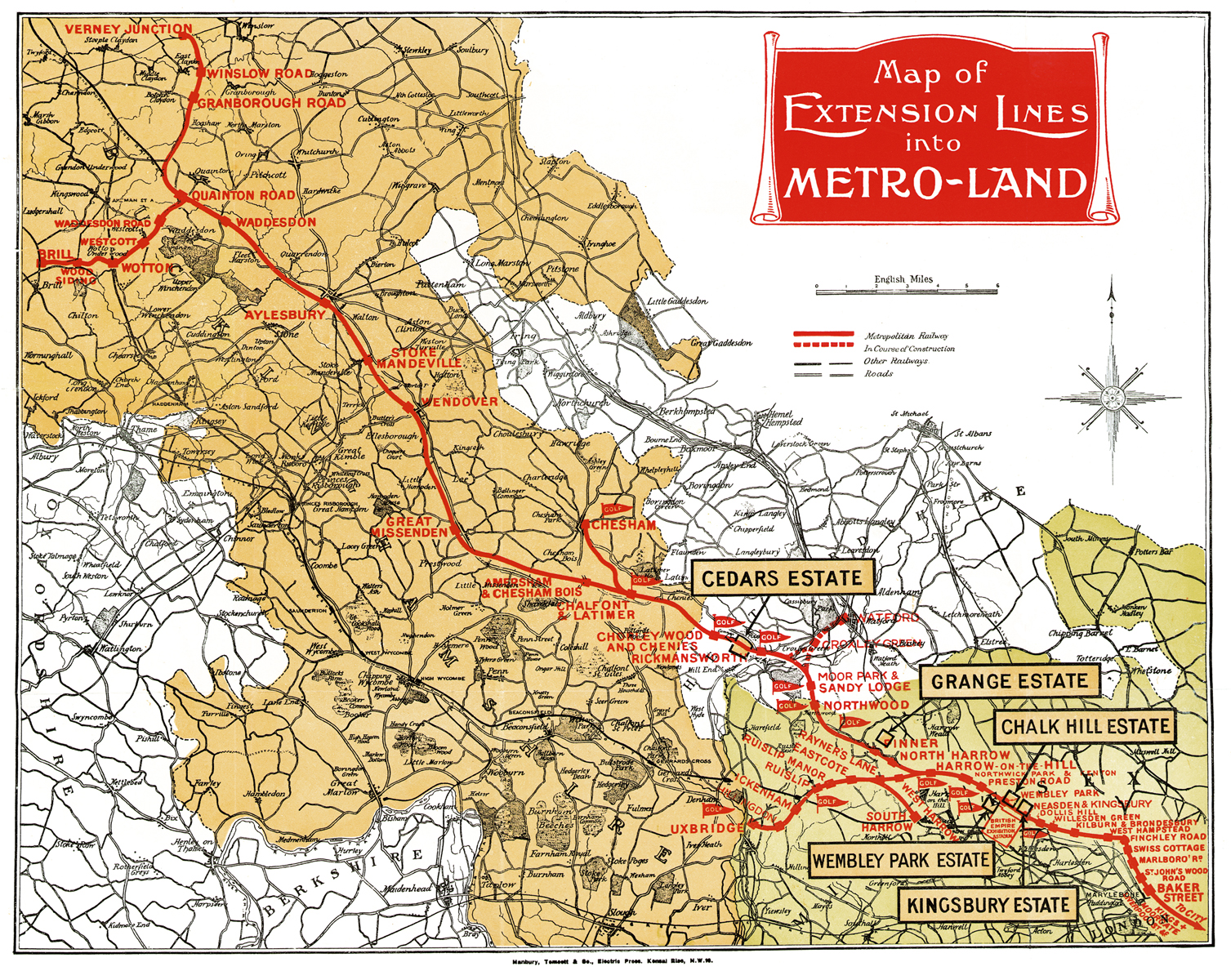
Aanprijzing voor Metro-land in 1924
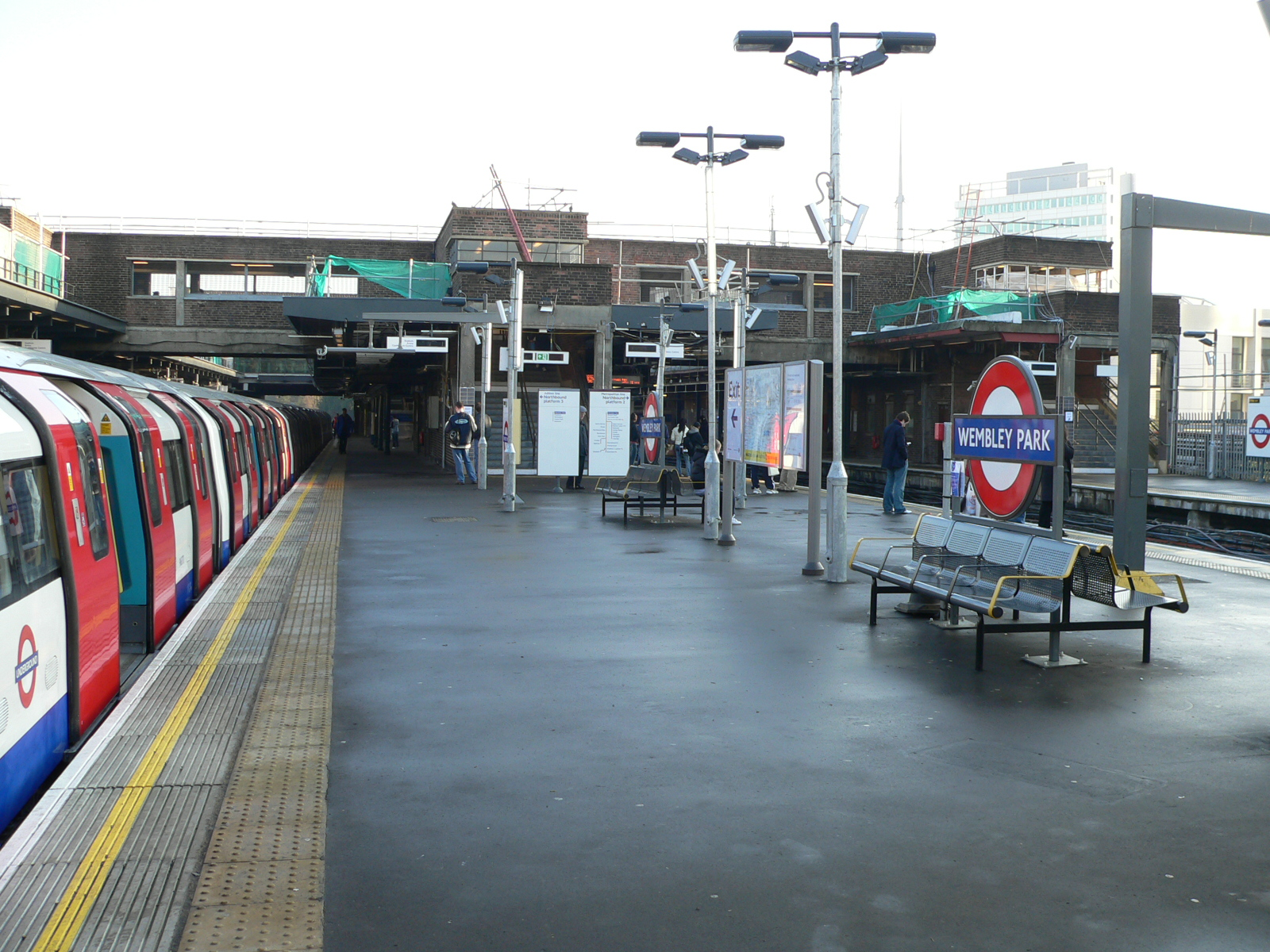
De loopbruggen uit 1947 boven de perrons

### London Transport
Vlak voor de nationalisatie van het OV in Londen opende MR op 10 december 1932 een zijlijn tussen Wembley Park en Stanmore. Hierdoor kwamen er nog meer ritten bij de stopdienst op de Metropolitan Railway en door de groei van metroland was het aantal reizigers al sinds de Eerste Wereldoorlog gegroeid. De overgang van de vier sporen op de dubbelsporige tunnel bij Finchley Road was uitgegroeid tot een flessehals en een deel van de diensten uit Stanmore keerden om bij Neasden. Op 1 juli 1933 werden de metrolijnen in Londen, waaronder de Metropolitan Railway, genationaliseerd in London Transport zodat de metrolijnen in een hand kwamen. London Transport hernoemde de lijnen met de uniforme uitgang Line en besloot om een aftakking aan de Bakerloo Line te maken om de Metropolitan Line te ontlasten. De zijtak van de Bakerloo Line zou bestaan uit de stations van de stopdienst tussen Finchley Road en Wembley Park, twee nieuwe stations ten zuiden van Finchley Road en de in 1932 geopende aftakking naar Stanmore. De werkzaamheden begonnen in 1936 en op 20 november 1939 begon de dienst van de Bakerloo Line langs Wembley Park. Op 30 april 1979 ging de Stanmore-tak van de Bakerloo Line over op de Jubilee Line die sindsdien ook Wembley Park bedient.

## Sport

### Olympische Spelen 1948
In juni 1946 werden de Olympische Zomerspelen 1948 aan Londen toegewezen en het Wembley Stadion werd als Olympisch stadion aangewezen. Als voorbereiding werd het station geheel verbouwd om de verwachtte grote aantallen bezoekers te kunnen verwerken. Het stationsgebouw uit 1923 werd uitgebreid met een stationshal met kaartverkoop. Om de reizigersstromen in goede banen te leiden werden boven de perrons nieuwe looproutes gebouwd die met trappen met de perrons werden verbonden. Deze looproutes werden gebouwd in een modernistische stijl van rode baksteen. Duitse krijgsgevangenen die zich nog in het Verenigd Koninkrijk bevonden bouwden de OlympicWay tussen het station en het stadion.

### EK voetbal 1996
Voor het Europees kampioenschap voetbal 1996 werd aan de zuidkant van het stationsgebouw uit 1948 een brede trap gebouwd tussen het station het de Olympic Square. Hierdoor konden bezoekers onder de, in 1993 gebouwde, Bobby Moore brug doorlopen van en naar de Olympic Way. De trappen waren bedoeld als tijdelijke constructie maar bleven staan tot in 2004 groot onderhoud aan het station begon.

### Herbouw van het stadion
Als onderdeel van de herbouw van het Wembley Stadion in het begin van de 21e eeuw werd ook het station verbouwd waardoor de capaciteit met 70% toenam. Het werk kostte £ 80 miljoen en omvatte een aanzienlijke vergroting van de stationshal aan de zuidkant, extra loopbruggen en vijf liften om ook de perrons rolstoeltoegankelijk te maken. De trappen die voor het EK voetbal 1996 werden vervangen door bredere permanente trappen die bovenaan direct aansluiten op de nieuwe stationshal. Om de drukte bij evenementen aan te kunnen werden ook in- en uitgangen voor evenementendagen aangelegd. Het voorstel voor perrons langs de Chitern Mainline werd niet aangenomen. De verbouwing werd uitgevoerd door Tube Lines en werd voltooid in 2006, voordat het vertraagde Stadion-project werd opgeleverd.

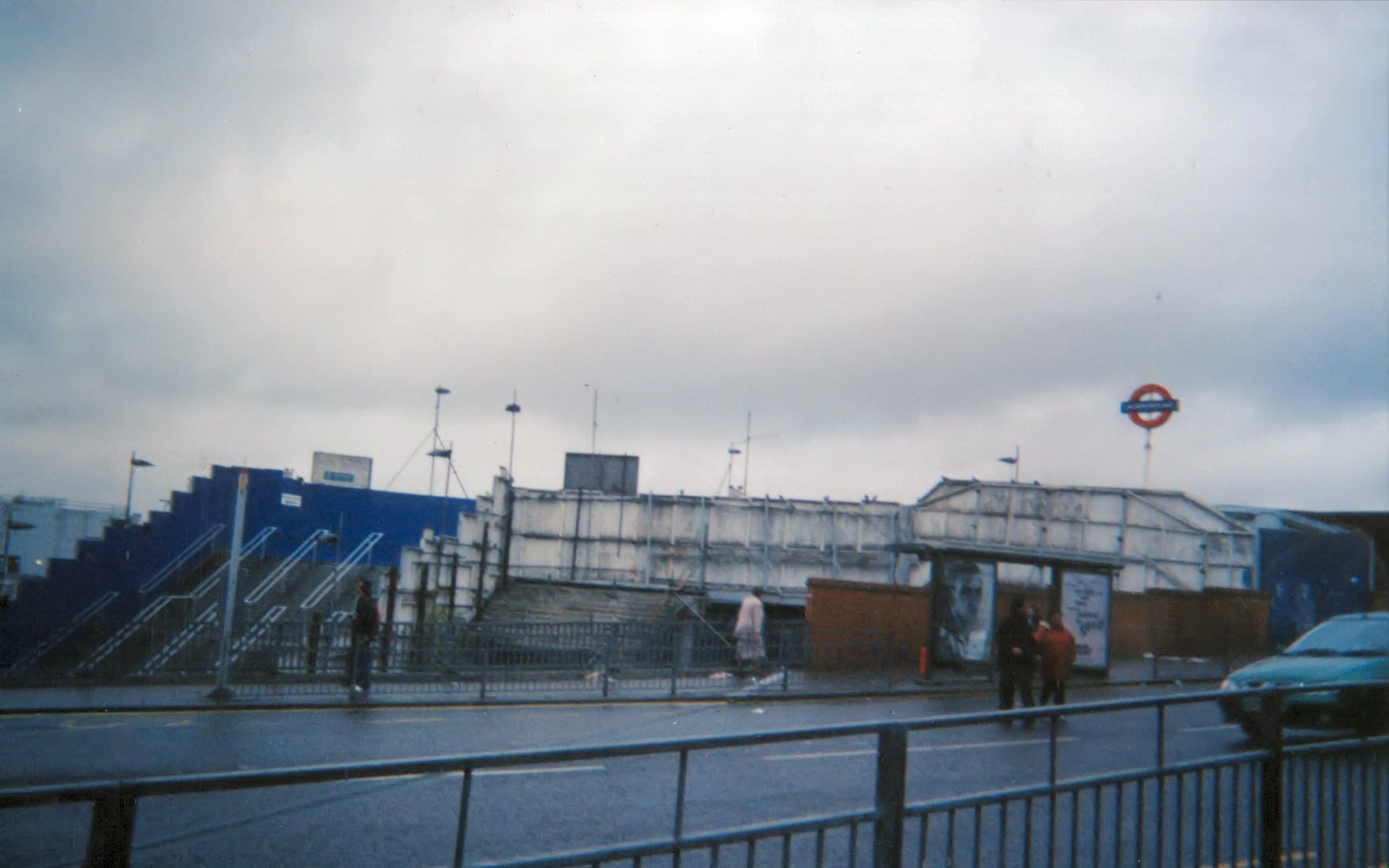
De EK-trappen gezien vanaf het Bobby Moore viaduct
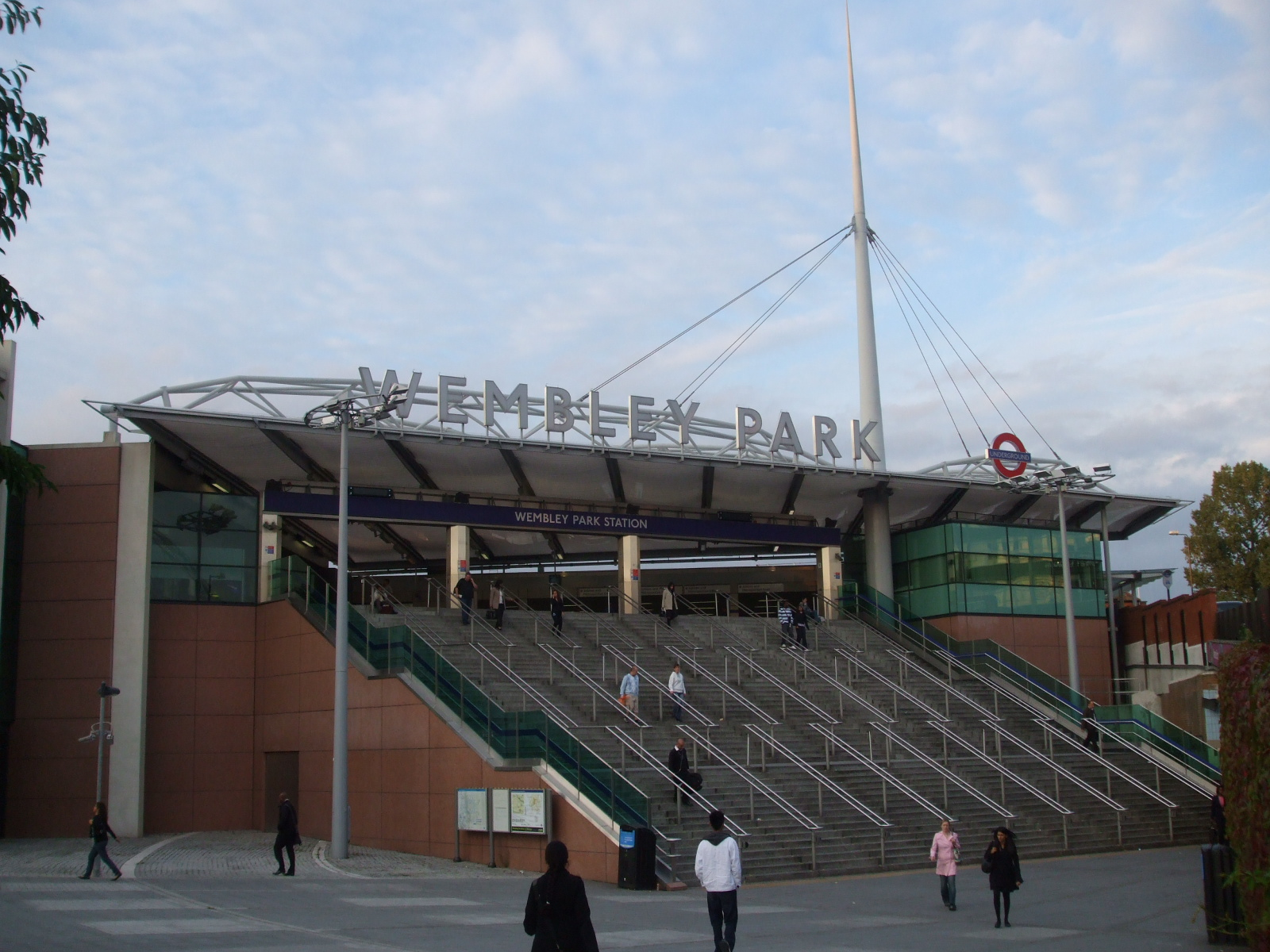
De stationshal met trappen uit 2004 aan de zuidkant
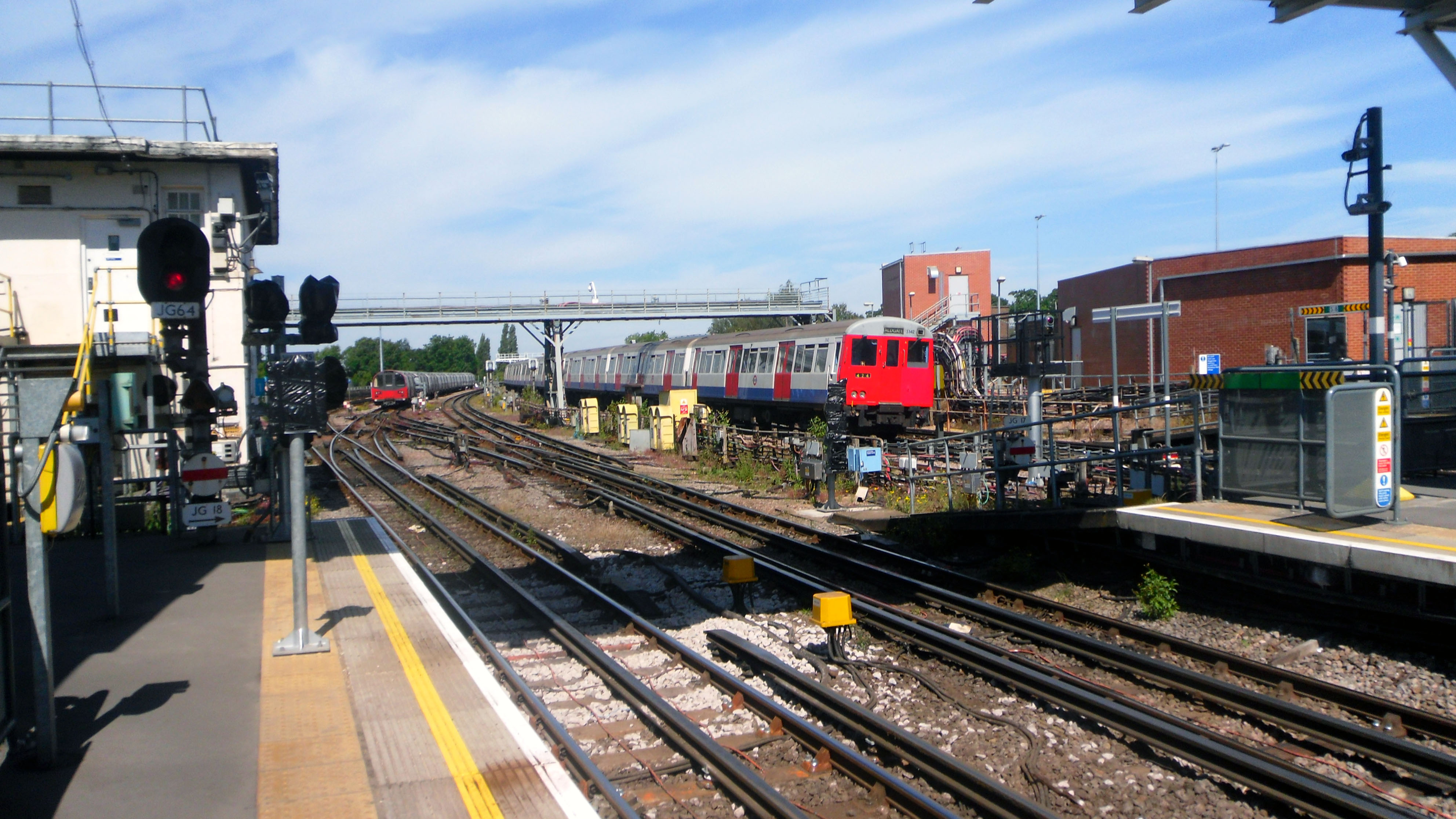
Een metrostel van de Jubilee op het keerspoor aan de westkant terwijl de stopdienst van de Metropolitan binnenrijdt.

## Ligging en inrichting
Het station ligt aan Bridge Road (A4089) op het viaduct waar deze de spoorlijn en de metro kruist. Het is het dichtstbijzijnde metrostation bij het Wembley Stadion en de Wembley Arena. Het station heeft zes sporen waarvan de middelste twee voor de Jubilee Line en de rest voor de Metropolitan Line. Spoor 1 en 6 zijn voor de sneldienst die in noordelijke richting tijdens de ochtendspits en in beide richtingen tijdens de avondspits stopt. De sporen 2 en 5 wordt door de stopdienst van de Metropolitan Line gebruikt die op alle stations tussen Wembley Park en Harrow-on-the-Hill stopt, de sporen 3 en 4 worden gebruikt door de Jubilee Line. De Jubilee diensten die bij Wembley Park eindigen kunnen aan de westkant keren op een keerspoor tussen de doorgaande sporen naar Stanmore. De Jubilee Line van en naar Stanmore buigt, ongeveer 800 meter ten noordwesten van het station met een ongelijkvloerse kruising, af naar het noorden. In het verlengde van spoor 2 ligt aan de oostkant een helling naar een tunneltje onder de sporen 3 t/m 6 naar de toerit van het depot van Neasden. Deze helling is door een overloopwissel ook bereikbaar vanaf spoor 3. Hiermee kunnen metrostellen van de Jubilee Line het depot bereiken, maar het tunneltje wordt vooral gebruikt door Metropolitan metrostellen die hun dienst eindigen in Wembley Park en dan keren bij het depot om terug te rijden naar spoor 5 of 6 voor de terugrit naar het centrum. Aan de westkant van spoor 6 liggen nog 5 opstelsporen voor de Metropolitan Line.

## Projecten
In 2020 stelde Transport for London voor om nieuwe woningen te bouwen op het parkeerterrein naast het station. In december 2020 werd een project van projectontwikkelaar Barrat voor 450 woningen goedgekeurd door de Brent Council.
Daarnaast wordt een voorstel voor een nieuwe ondergrondse tussen Brent Cross en Surbiton, de West London Orbital, bestudeerd.
Stanmore ·
Canons Park ·
Queensbury ·
Kingsbury ·
Wembley Park ·
Neasden ·
Dollis Hill ·
Willesden Green ·
Kilburn ·
West Hampstead ·
Finchley Road ·
Swiss Cottage ·
St. John's Wood ·
Baker Street ·
Bond Street ·
Green Park ·
Westminster ·
Waterloo ·
Southwark ·
London Bridge ·
Bermondsey ·
Canada Water ·
Canary Wharf ·
North Greenwich ·
Canning Town ·
West Ham ·
Stratford